# SRF zwei
SRF Zwei es el segundo canal de televisión público para la población de habla alemana en Suiza. Pertenece al organismo público de radiodifusión germanófono Schweizer Radio und Fernsehen, incluido a su vez en el grupo SRG SSR. El canal está enfocado a un público juvenil.

## Historia
La cadena comenzó sus emisiones el 1 de septiembre de 1997 con el nombre de SF 2 y permitiendo de esta forma a la emisora pública emitir en diferido los programas más importantes de la primera cadena. La programación propia del canal está orientada a un público joven por la mañana y emitir series americanas de calidad el resto del día.
La cadena fue rebautizada como SF Zwei el 12 de diciembre de 2005 y cambió su identidad gráfica completamente.
SF Zwei es la segunda cadena de las tres cadenas públicas para la población germanófona de Suiza con la aparición de SRF info.
El 16 de diciembre de 2012, SF Zwei se convierte en SRF Zwei debido a la política de uniformización de las marcas de radio y televisión de la Schweizer Radio und Fernsehen.
El 2 de diciembre de 2005, los canales SF 1 y SF 2 renovaron su identidad gráfica (como SF 1 y SF Zwei) para diferenciarse más claramente. El 29 de febrero de 2012, el canal comenzó a emitir en alta definición (HD).
El 16 de diciembre de 2012, ambos canales fueron renombrados a SRF 1 y SRF Zwei.

## Identidad Visual

Logotipo de SF 2 desde 1997 hasta 2005
Logotipo de SF Zwei de 2005 al 29 de febrero de 2012
Logotipo de SF Zwei del 29 de febrero de 2012 al 16 de diciembre de 2012
Logotipo de SF Zwei HD del 29 de febrero de 2012 al 16 de diciembre de 2012
Logotipo actual de SRF Zwei desde el 16 de diciembre de 2012
Logotipo actual de SRF Zwei HD desde el 16 de diciembre de 2012

## Programación
La programación de la cadena comprende principalmente programas de entretenimiento orientados a una audiencia joven con series y películas estadounidenses de éxito, además de programas de deportes y cocina.

### Información
- Tagesschau : journal télévisé quotidien à 19 heures 30

### Emisiones
- Sport aktuell : programa de información deportiva.
- Genial daneben : concurso con humor.
- Black'n'Blond : Late-Night-Show con Roman Kilchsperger y Chris von Rohr.
- Musicnight : programa musical con conciertos y clips.
- Junior : Emisión juvenil.

### En colaboración con PresseTV
- NZZ Format : magacín de Neuen Zürcher Zeitung.
- Gesundheit Sprechstunde
- Motorshow : magacín de automovilismo.
- Cash-TV
- Cash-Talk
- KonsumTV : programa acerca del consumo.
- Standpunkte
- 100 Minuten

### series
- 24
- 30 Rock
- Ally McBeal
- American Dad!
- Angel
- Arrested Development
- Auction Hunters
- Breaking Bad
- Brothers & Sisters
- Buffy the Vampire Slayer
- Californication
- Charmed
- City of Men
- Cold Case
- Commander in Chief
- CSI: Miami
- Damages
- Desperate Housewives
- Dexter
- Dollhouse
- ER
- Everwood
- Everybody Hates Chris
- Everybody Loves Raymond
- FlashForward
- Fresh Pretty Cure
- Friends
- Fringe
- Ghost Whisperer
- Gilmore Girls
- Glee
- Gossip Girl
- Grey's Anatomy
- Heroes
- House
- Hung
- In Treatment
- King of the Hill
- Little Britain
- Lost
- Malcolm in the middle
- Men in Trees
- Monk
- My Name Is Earl
- Nip/Tuck
- Northern Exposure
- Pawn Stars
- Prison Break
- Private Practice
- Queer Eye for the Straight Guy
- Rescue Me
- Revenge
- Royal Pains
- Rules of Engagement
- Sabrina, the Teenage Witch
- Scrubs
- Seinfeld
- Suite Pretty Cure
- Sex and the City
- Six Feet Under
- Smallville
- SpongeBob SquarePants
- The Closer
- The King of Queens
- The Mentalist
- The Nanny
- The O.C.
- The Penguins of Madagascar
- The Simpsons
- The Sopranos
- The Starter Wife
- The Vampire Diaries
- The War at Home
- Tru Calling
- True Blood
- Twin Peaks
- Two and a Half Men
- Undeclared
- Veronica Mars
- Whistler
- Will & Grace